# Одарченко Юрій Віталійович
Ю́рій Віта́лійович Ода́рченко (нар. 5 квітня 1960, місто Херсон) — український політик. Народний депутат України V, VI, VII та VIII скликань. Член партії Всеукраїнське об'єднання «Батьківщина» та Голова її Херсонської обласної організації, входить до Політради партії. У 2011–2014 роках керував Київською міською партійною організацією. З 2 березня по 18 серпня 2014 року — голова Херсонської ОДА.

## Освіта
У 1982 році закінчив Херсонський сільськогосподарський інститут за спеціальністю інженер-будівельник.
Кандидат економічних наук (з 1997), член-кореспондент Академії будівництва України.

## Кар'єра
- 1982 — майстер БМУ «Промбуд-2» тресту «Херсонпромбуд».
- 1982–1984 — служба в армії в Одеському військовому округу.
- 1984–1989 — майстер, виконроб БМУ «Промбуд-2».
- 1989–1992 — виконроб, старший виконроб, начальник виробничо-економічного відділу Управління механізації будівництва тресту «Херсонпромбуд».
- 1992–1993 — директор АП «Механізація будівництва» в місті Херсоні.
- 1993 — квітень 2002 — президент АТ «Будмеханізація».
- З 2000 — доцент кафедри економіки та природокористування Херсонського державного аграрного університету.
- 1998–2006 — депутат Херсонської міської ради двох скликань, з 31 березня 2002 — від виборчого округу № 31. Був головою Постійної комісії з питань соціально-економічного розвитку, розвитку підприємництва, планування, обліку, бюджету, фінансів і цін (з квітня 2002).
- Квітень — 8 серпня 2002 — перший заступник Херсонського міського голови з питань діяльності виконавчих органів ради виконкому Херсонської обласної ради.
- 8 серпня 2002 — квітень 2006 — голова спостережної ради ЗАТ «Будмеханізація».

Під час президентських виборів 2004 року був довіреною особою кандидата Віктора Ющенка по територіальному виборчому округу №185 (включав у себе Суворівський та Дніпровський район Херсона. У вересні 2004 року Одарченка звинуватили у нібито «підміні» виборчих документів. На його адресу лунали звинувачення у тому, що він разом зі своєю колегою по виборчому штабу Ющенка Ніною Трусовою нібито незаконно зайшли в приміщення територіальної виборчої комісії, дякуючи чому її кількість збільшилася з 98 до 188 осіб. Проте політик невдовзі спростував цю інформацію, яку поширювали прямі конкуренти, продемонструвавши журналістам копію подання з печаткою і підписом заступника представника територіальної виборчої комісії Олександра Лукашева, де були присутні 188 прізвищ, серед яких варто було вибрати кандидатську «квоту» осіб, які мали підраховувати голоси на виборчих дільницях.
Довірена особа кандидата на пост Президента України Юлії Тимошенко в ТВО № 185 (2010).
На парламентських виборах 2006 і 2007 років він ставав народним депутатом від «Блоку Юлії Тимошенко», отримавши номери 128 та 31 у виборчому списку цієї політсили відповідно. У 5-му скликанні був головою підкомітету з питань будівництва і архітектури Комітету Верховної Ради України з питань будівництва, містобудування і житлово-комунального господарства, а у 6-му — голова підкомітету з питань будівництва і архітектури Комітету з питань будівництва, містобудування і житлово-комунального господарства та член Спеціальної контрольної комісії з питань приватизації. У вересні 2010 року обраний заступником голови фракції.
На парламентських виборах 2012 року став народним депутатом від ВО «Батьківщина» під № 25 у виборчому списку. Член Комітету з питань будівництва, містобудування і житлово-комунального господарства.
На позачергових виборах 2014 року балотувався в одномандатному виборчому окрузі № 182, де посів друге місце, через що втратив мандат народного депутата України. У 2015 році обраний депутатом Херсонської обласної ради. У 2016 році виграв проміжні вибори народного депутата по виборчому округу № 183 та 6 вересня 2016 року знову увійшов до складу Верховної Ради України. Про те у 2019 році на позачергових парламентських виборах, балатуючись на тому самому виборчому окрузі, посів лише 4 місце та втратив депутатський мандат.

## Родина
Батько Віталій Анатолійович (1939) — будівельник, пенсіонер. Мати Марія Федосіївна (1939) — пенсіонерка. Одружений. Має трьох дітей. Зокрема, дочка Катерина Одарченко — політтехнолог, голова партії Національна платформа.

## Примітка
1. ↑  Указ Президента України № 226/2014 «Про призначення Ю.Одарченка головою Херсонської обласної державної адміністрації». Архів оригіналу за 8 липня 2014. Процитовано 2 березня 2014.
2. ↑  Указ Президента України № 655/2014 від 18 серпня 2014 року «Про звільнення Ю.Одарченка з посади голови Херсонської обласної державної адміністрації»
3. ↑  https://grivna.ua/arch/grna/grna-2004/grna-2004-39 | Скандал в избиркоме
4. ↑  Центральна виборча комісія - Вибори народних депутатів України 2019. www.cvk.gov.ua. Процитовано 25 грудня 2020.
5. ↑  50 відсотків виборців готові продати свій голос. Gazeta.ua. 15 вересня 2015.